# منظمة المهندسين المعماريين والمخططين النسويين
منظمة المهندسين المعماريين والمخططين النسويين (بالألمانية: Feministische Organisation von Planerinnen und Architektinnen) هي منظمة تعمل على معالجة قضايا النوع الاجتماعي في البيئة المبنية بشكل عام وبين المهنيين النشطين في هذا المجال.

## تاريخ
تأسست المجموعة في ألمانيا عام 1981 باعتبارها حركة احتجاج ردًا على ضعف تمثيل المرأة في المعرض الدولي للعمارة في برلين في الفترة من عام 1979 حتى عام 1987.